# Angraecum moandense
Angraecum moandense är en orkidéart som beskrevs av De Wild. Angraecum moandense ingår i släktet Angraecum och familjen orkidéer. Inga underarter finns listade i Catalogue of Life.